# Beraba pallida
Beraba pallida là một loài bọ cánh cứng trong họ Cerambycidae.